# Dead of Winter: A Cross Roads Game
Dead of Winter je kooperativna društvena igra za dva do pet igrača čija je radnja smeštena u post-apokaliptičnom svetu zombija. Igrači su lideri svoje kolonije koji moraju da sarađuju kako bi obezbedili opstanak kolonije od zombija i nedostatka namirnica.

## Opis i pravila
Igra se igra kroz niz rundi, tokom kojih će igrači koristiti kockice kako bi preživeli i izvršili zadate radnje. Ove radnje mogu uključivati prikupljanje lokacija za nabavku zaliha, što može biti oružje, hrana, gorivo, lekovi ili novi preživeli, napad na zombije i druge preživele, čišćenje otpada i izgradnja barikada. Postoje i druge radnje koje ne zahtevaju akciju, poput premeštanja preživelih, igranja ili deljenja karata i doprinosa karticama u krizi. Svaka igra će biti jedan od dvadeset mogućih scenarija. Svaki scenario ima početni nivo morala, početno prisustvo zombija, dužinu igre u okruglom broju i jedinstveni cilj pobede tima.
Igra se može završiti na tri načina: ako moral dostigne 0, igračima ponestane rundi ili je glavni cilj postignut.

## Spoljašnje veze
Dead of Winter Review